# 花园镇 (成都市)
花园镇，是中华人民共和国四川省成都市郫都区曾经下辖的一个镇。2019年12月，撤销花园镇，将其所属行政区域划归友爱镇管辖。

## 行政区划
花园镇撤销前下辖以下地区：
第一社区、第二社区、麻柳村、筒春村、新民村、永和村、共河村、隆福村、永泉村、七里香村、白鸽村和江安村。